# Nati il 29 maggio
| Questa pagina contiene informazioni ricavate automaticamente dalle voci biografiche con l'ausilio del template Bio e di un bot. L'aggiornamento è periodico e automatico e ricostruisce completamente la pagina. Se manca una persona in questa lista, sei pregato di non aggiungerla, ma accertati piuttosto che la sua voce biografica contenga il template Bio e che i dati anagrafici siano correttamente compilati. Se il template Bio manca, inseriscilo tu stesso o, in alternativa, metti l'avviso {{tmp\|Bio}} che ne segnala la mancanza. Se i dati riportati sono sbagliati, correggi direttamente la voce biografica; le modifiche saranno visibili in questa lista entro pochi giorni. Per chiarimenti vedi il progetto biografie. La lista contiene solo le 1.085 persone che sono citate nell'enciclopedia e per le quali è stato implementato correttamente il template Bio. Pagina aggiornata al 17 ago 2025. |

## XIV secolo(1)
- 1359 - Francesco II da Carrara, nobile italiano († 1406)

## XV secolo(3)
- 1421 - Carlo di Viana, sovrano († 1461)
- 1439 - Papa Pio III, papa, vescovo cattolico e cardinale italiano († 1503)
- 1463 - Roberto Pucci, cardinale italiano († 1547)

## XVI secolo(5)
- 1504 - Antonio Veranzio, cardinale e arcivescovo cattolico italiano († 1573)
- 1532 - Álvaro Manrique de Zúñiga, nobile spagnolo († 1604)
- 1562 - Giovanni Guglielmo di Jülich-Kleve-Berg, duca († 1609)
- 1568 - Virginia de' Medici, nobile italiana († 1615)
- 1594 - Gottfried Heinrich, conte di Pappenheim, generale tedesco († 1632)

## XVII secolo(17)
- 1602 - Camilla Virginia Savelli Farnese, religiosa italiana († 1668)
- 1617 - Anna Maria di Baden-Durlach, nobile tedesco († 1672)
- 1617 - Federico Borromeo, cardinale italiano († 1673)
- 1627 - Anna Maria Luisa d'Orléans, nobile francese († 1693)
- 1630 - Carlo II d'Inghilterra, sovrano inglese († 1685)
- 1630 - Margaret Hughes, attrice teatrale inglese († 1719)
- 1630 - Gregorio Leti, letterato italiano († 1701)
- 1638 - John Manners, I duca di Rutland, politico e ufficiale inglese († 1711)
- 1645 - Isabella Tomasi, religiosa e nobile italiana († 1699)
- 1673 - Cornelis van Bynkershoek, giurista olandese († 1743)
- 1678 - Adolfo di Dalberg, abate tedesco († 1737)
- 1680 - Ferdinando Alberto II di Brunswick-Lüneburg, duca († 1735)
- 1682 - Charles Bruce, IV conte di Elgin, nobile scozzese († 1747)
- 1683 - Antoine Pesne, pittore francese († 1757)
- 1684 - Robert Pitrou, architetto e ingegnere francese († 1750)
- 1685 - Heinrich Köhler, filosofo tedesco († 1737)
- 1698 - Edmé Bouchardon, scultore francese († 1762)

## XVIII secolo(25)
- 1702 - Michele Carlo Althann, vescovo cattolico tedesco († 1756)
- 1716 - Louis Jean-Marie Daubenton, naturalista e medico francese († 1799)
- 1719 - Lorenzo De Caro, pittore italiano († 1777)
- 1722 - James FitzGerald, I duca di Leinster, politico e ufficiale irlandese († 1773)
- 1725 - Angelo Maria Durini, cardinale italiano († 1796)
- 1733 - Giovanni Battista Caprara Montecuccoli, cardinale, arcivescovo cattolico e diplomatico italiano († 1810)
- 1736 - Patrick Henry, politico e avvocato statunitense († 1799)
- 1748 - Lorenzo Girolamo Mattei, cardinale, patriarca cattolico e nobile italiano († 1833)
- 1752 - Ranieri Alliata, arcivescovo cattolico italiano († 1836)
- 1760 - Louis-Michel le Peletier de Saint-Fargeau, politico e rivoluzionario francese († 1793)
- 1764 - Jean-Henri Levasseur, violoncellista e compositore francese († 1826)
- 1766 - Luigi Arcovito, generale e patriota italiano († 1834)
- 1766 - Silvestro Dandolo, ammiraglio italiano († 1847)
- 1766 - Baltzar von Platen, militare e politico svedese († 1829)
- 1767 - Philippe Lebon, inventore francese († 1804)
- 1769 - Anna Maria Taigi, beata italiana († 1837)
- 1769 - Massimiliano Giuseppe di Thurn und Taxis, militare tedesco († 1831)
- 1780 - Henri Braconnot, chimico francese († 1855)
- 1782 - James Murray, I barone Glenlyon, politico e ufficiale scozzese († 1837)
- 1783 - Benedetto Pistrucci, medaglista italiano († 1855)
- 1784 - Charles Jenkinson, III conte di Liverpool, nobile e politico inglese († 1851)
- 1791 - Pietro Romani, compositore italiano († 1877)
- 1794 - Antoine Bussy, chimico francese († 1882)
- 1794 - Johann Heinrich von Mädler, astronomo tedesco († 1874)
- 1800 - Michelangelo Tonello, magistrato e politico italiano († 1879)

## XIX secolo(149)
- 1803 - Nicolò Bianchi, liutaio italiano († 1880)
- 1806 - Karl Bötticher, archeologo e architetto tedesco († 1889)
- 1815 - Leopold Ritter von Dittel, chirurgo austriaco († 1898)
- 1816 - Ivan Kukuljević Sakcinski, scrittore, storico e politico croato († 1889)
- 1816 - Nicola Pasella, magistrato e politico italiano († 1896)
- 1819 - Angelo Vinco, presbitero, missionario e esploratore italiano († 1853)
- 1820 - Ernest Slingeneyer, pittore belga († 1894)
- 1821 - Guido Sandberger, paleontologo, geologo e zoologo tedesco († 1879)
- 1822 - Marcellino da Civezza, scrittore italiano († 1906)
- 1824 - Hans Michael Schletterer, compositore, direttore d'orchestra e musicologo tedesco († 1893)
- 1825 - Leone Antolini, insegnante, filantropo e patriota italiano († 1911)
- 1825 - Michal Chrástek, storico della letteratura, bibliografo e presbitero slovacco († 1900)
- 1826 - Léon-Benoit-Charles Thomas, cardinale e arcivescovo cattolico francese († 1894)
- 1827 - Timothy Daniel Sullivan, giornalista, politico e poeta irlandese († 1914)
- 1830 - Louise Michel, anarchica, insegnante e scrittrice francese († 1905)
- 1830 - Filippo Sargiacomo, architetto italiano († 1922)
- 1831 - Stanislas Limousin, farmacista e inventore francese († 1887)
- 1832 - Johannes Baptist Katschthaler, cardinale e arcivescovo cattolico austriaco († 1914)
- 1833 - Ferdinando Siccardi, politico e imprenditore italiano († 1906)
- 1835 - Michele Gordigiani, pittore italiano († 1909)
- 1836 - Stefano Tedeschi Oddo, patriota e medico italiano († 1882)
- 1838 - Firmin Girard, pittore francese († 1921)
- 1839 - Mary Louisa Molesworth, scrittrice inglese († 1921)
- 1839 - Carlo Puini, orientalista italiano († 1924)
- 1839 - Gustavo Uzielli, mineralogista, storico e patriota italiano († 1911)
- 1841 - Hugo Gyldén, astronomo finlandese († 1896)
- 1843 - Theodor Lindner, storico tedesco († 1919)
- 1843 - Émile Pessard, compositore francese († 1917)
- 1846 - Albert Apponyi, diplomatico ungherese († 1933)
- 1847 - Elia Fornoni, architetto e ingegnere italiano († 1925)
- 1849 - Cesare Nerazzini, militare e diplomatico italiano († 1912)
- 1850 - Guido Goldschmiedt, chimico austriaco († 1915)
- 1851 - Julius Leopold Pagel, medico tedesco († 1912)
- 1851 - Rodolphe Salis, impresario teatrale francese († 1897)
- 1853 - Francesco Fanciulli, direttore di banda e compositore italiano († 1915)
- 1854 - Jozef Janssens, pittore belga († 1930)
- 1855 - David Bruce, patologo e microbiologo scozzese († 1931)
- 1855 - Ettore Stampini, filologo classico e latinista italiano († 1930)
- 1857 - Alexandre Bloch, pittore francese († 1919)
- 1858 - Finnur Jónsson, filologo islandese († 1934)
- 1858 - Emmanuel de La Villéon, pittore e illustratore francese († 1944)
- 1859 - Ernesto Bazzaro, scultore e incisore italiano († 1937)
- 1859 - Evangelina Bottero, insegnante e divulgatrice scientifica italiana († 1950)
- 1859 - Konrad Burdach, storico tedesco († 1936)
- 1860 - Isaac Albéniz, compositore e pianista spagnolo († 1909)
- 1860 - Giovanni II Nepomuceno di Schwarzenberg, nobile, politico e imprenditore boemo († 1938)
- 1861 - Carmine Giorgio, politico e antifascista italiano († 1943)
- 1861 - Nazzareno Orlandi, pittore italiano († 1952)
- 1861 - Giacinto Ricci Signorini, poeta italiano († 1893)
- 1862 - Sebastiano Rumor, presbitero, letterato e storico italiano († 1929)
- 1863 - Ivan Šusteršič, politico e avvocato austro-ungarico († 1925)
- 1864 - Pietro Bracci, poeta, scrittore e politico italiano († 1902)
- 1864 - Sigismund Waitz, arcivescovo cattolico austriaco († 1941)
- 1865 - Enrico Padiglione, magistrato e politico italiano († 1958)
- 1865 - Alfred Rahlfs, biblista e filologo tedesco († 1935)
- 1866 - Alberico Benedicenti, farmacologo e chimico italiano († 1961)
- 1866 - Carlo Liviero, vescovo cattolico italiano († 1932)
- 1866 - Nazareno Strampelli, agronomo, genetista e politico italiano († 1942)
- 1867 - Adolfo Caminha, poeta e scrittore brasiliano († 1897)
- 1867 - Jacques Loysel, scultore francese († 1925)
- 1867 - Frank Stoker, tennista e rugbista a 15 irlandese († 1939)
- 1867 - Georg von Waldburg-Zeil, principe e militare tedesco († 1918)
- 1868 - Abdülmecid II, sovrano turco († 1944)
- 1868 - Frédéric Alfred d'Erlanger, compositore, banchiere e mecenate francese († 1943)
- 1869 - Richard Rainer Barker, calciatore inglese († 1940)
- 1869 - Ulrich von Brockdorff-Rantzau, diplomatico tedesco († 1928)
- 1869 - Giulio Padulli, imprenditore e politico italiano († 1932)
- 1872 - Emilio de Gogorza, baritono e insegnante statunitense († 1949)
- 1872 - John Harper, pastore protestante scozzese († 1912)
- 1873 - Emelina Maria Antonieta da Cunha, medico indiana († 1972)
- 1873 - Rudolf Tobias, compositore estone († 1918)
- 1874 - Gilbert Keith Chesterton, scrittore e giornalista britannico († 1936)
- 1874 - John Emerson, sceneggiatore e regista statunitense († 1956)
- 1875 - Svetozar Ćorović, scrittore serbo († 1919)
- 1875 - Giovanni Gentile, filosofo, pedagogista e politico italiano († 1944)
- 1875 - Giovanni Marro, medico, antropologo e politico italiano († 1952)
- 1875 - Jorge Newbery, aviatore, scienziato e sportivo argentino († 1914)
- 1876 - Walther von Holzhausen, scacchista e compositore di scacchi tedesco († 1935)
- 1877 - Otto Gebühr, attore e regista teatrale tedesco († 1954)
- 1877 - Ettore Manca, generale italiano († 1966)
- 1877 - Edoardo Pasteur, calciatore, dirigente sportivo e allenatore di calcio italiano († 1969)
- 1878 - Winford Lee Lewis, chimico e militare statunitense († 1943)
- 1878 - René Charles Joseph Ernest Maire, botanico francese († 1949)
- 1878 - Antoni Ponikowski, politico polacco († 1949)
- 1879 - Johannes Sejersted Bødtker, banchiere e collezionista d'arte norvegese († 1963)
- 1879 - Thomas A. Curran, attore australiano († 1941)
- 1879 - Richard Hamann, storico dell'arte tedesco († 1961)
- 1879 - Eric Marshall, esploratore, medico e cartografo britannico († 1963)
- 1880 - Luigi Mantovani, pittore italiano († 1957)
- 1880 - Oswald Spengler, filosofo, storico e scrittore tedesco († 1936)
- 1880 - Gino Visonà, compositore e organista italiano († 1954)
- 1881 - Frederick Septimus Kelly, canottiere britannico († 1916)
- 1881 - Alexander Ramsay, ammiraglio britannico († 1972)
- 1882 - Achille d'Albore, pittore italiano († 1915)
- 1882 - Harry Bateman, matematico inglese († 1946)
- 1882 - Attilio Salvadè, calciatore svizzero († 1944)
- 1882 - Doris Ulmann, fotografa statunitense († 1934)
- 1883 - Frank Albert Benford, fisico e ingegnere statunitense († 1948)
- 1883 - Tommaso Gagliano, mafioso italiano († 1951)
- 1883 - Gaspare Torretta, lunghista e velocista italiano († 1910)
- 1884 - Romolo Romani, pittore italiano († 1916)
- 1885 - Erwin Finlay-Freundlich, astronomo tedesco († 1964)
- 1886 - Enrico Craveri, dirigente sportivo italiano († 1960)
- 1886 - James Main, calciatore britannico († 1909)
- 1887 - Giovanni Guerrini, architetto, pittore e incisore italiano († 1972)
- 1887 - August Häfeli, ingegnere aeronautico svizzero († 1960)
- 1887 - Ernald Scattergood, calciatore inglese († 1932)
- 1887 - Saverio Sechini, politico, giornalista e poeta italiano († 1963)
- 1887 - Louis Leon Thurstone, ingegnere e psicologo statunitense († 1955)
- 1887 - André Trousselier, ciclista su strada francese († 1968)
- 1888 - Vasco Agosti, militare italiano († 1937)
- 1888 - Alfredo De Marsico, avvocato, giurista e politico italiano († 1985)
- 1888 - Giorgio Michetti, ufficiale e aviatore italiano († 1966)
- 1889 - Ebba Holm, pittrice e incisore danese († 1967)
- 1889 - Marlow Moss, pittrice e scultrice britannica († 1958)
- 1890 - Feodora di Sassonia-Meiningen, nobile († 1972)
- 1890 - Martin Wickramasinghe, scrittore cingalese († 1976)
- 1891 - Federico Amoroso, generale italiano († 1968)
- 1891 - Josip Bitežnik, politico e giurista austriaco († 1960)
- 1891 - Marcel Ciampi, pianista francese († 1980)
- 1891 - Carlo Crespi Croci, religioso italiano († 1982)
- 1891 - Edgardo Feletti, militare italiano († 1937)
- 1891 - Casson Ferguson, attore statunitense († 1929)
- 1891 - John L. McCrea, ufficiale statunitense († 1990)
- 1891 - Gino Minucciani, ingegnere italiano († 1984)
- 1891 - Giorgio Nicodemi, museologo, numismatico e storico dell'arte italiano († 1967)
- 1891 - Paolo Rodocanachi, pittore greco († 1958)
- 1892 - Carlo Ederle, militare italiano († 1917)
- 1892 - Mario Massa, nuotatore italiano († 1956)
- 1893 - Károly Csapkay, allenatore di calcio e calciatore ungherese († 1966)
- 1893 - André de Ribaupierre, violinista e docente svizzero († 1955)
- 1894 - Ernesto Boglietti, calciatore argentino
- 1894 - Beatrice Lillie, attrice canadese († 1989)
- 1894 - Donald Walter Gordon Murray, chirurgo canadese († 1976)
- 1894 - Josef von Sternberg, regista, sceneggiatore e produttore cinematografico austriaco († 1969)
- 1896 - Walter Abendroth, compositore e scrittore tedesco († 1973)
- 1896 - Mimì Aylmer, cantante e attrice italiana († 1992)
- 1896 - Giuseppe Faravelli, avvocato, giornalista e politico italiano († 1974)
- 1896 - Paul Tutmarc, musicista statunitense († 1972)
- 1896 - Luther Youngdahl, politico e giurista statunitense († 1978)
- 1897 - Ugo Angelilli, politico italiano († 1975)
- 1897 - Frederick Hugh Herbert, commediografo, sceneggiatore e scrittore austriaco († 1958)
- 1897 - Jos Koetz, calciatore lussemburghese († 1976)
- 1897 - Erich Wolfgang Korngold, compositore austriaco († 1957)
- 1897 - Zhou Fohai, politico cinese († 1948)
- 1898 - Philip J. Philbin, politico statunitense († 1972)
- 1900 - Cecil Campbell Hardy, militare britannico († 1963)
- 1900 - David Maxwell Fyfe, politico e giurista inglese († 1967)
- 1900 - Michele Sala, politico italiano († 1973)

## XX secolo(857)
- 1901 - Wilfred Nichol, velocista britannico († 1955)
- 1901 - Emilio Scarpellini, calciatore italiano
- 1901 - Wolfgang Schmieder, musicologo tedesco († 1990)
- 1901 - Inga Tidblad, attrice e doppiatrice svedese († 1975)
- 1902 - Henri Guillaumet, militare e aviatore francese († 1940)
- 1902 - Leonard Huxley, fisico australiano († 1988)
- 1902 - Iosif Karakis, architetto sovietico († 1988)
- 1902 - Eva May, attrice austriaca († 1924)
- 1902 - Herbert Selpin, regista e sceneggiatore tedesco († 1942)
- 1902 - Nina Šaternikova, attrice sovietica († 1982)
- 1903 - Bob Hope, comico, cabarettista e attore britannico († 2003)
- 1903 - Zelma O'Neal, cantante, attrice e ballerina statunitense († 1989)
- 1904 - Abu Bakar di Pahang, sovrano malese († 1974)
- 1904 - Luisa Becherucci, storica dell'arte e museologa italiana († 1988)
- 1904 - Don Brodie, attore statunitense († 2001)
- 1904 - Grigorij Romanovič Ginzburg, pianista russo († 1961)
- 1904 - Robert Juranic, calciatore austriaco († 1973)
- 1904 - Gregg Toland, direttore della fotografia e regista statunitense († 1948)
- 1905 - John Dora, calciatore scozzese († 1971)
- 1905 - Leon Epp, attore e regista austriaco († 1968)
- 1905 - Ciro Giannelli, bibliotecario, filologo classico e bizantinista italiano († 1959)
- 1905 - Edward Togo Salmon, storico britannico († 1988)
- 1905 - Sebastian Shaw, attore, drammaturgo e scrittore britannico († 1994)
- 1906 - Laura Carli, attrice e doppiatrice italiana († 2005)
- 1906 - Alexander De Svéd, baritono ungherese († 1979)
- 1906 - Josef Frühwirth, calciatore austriaco († 1944)
- 1906 - T. H. White, scrittore britannico († 1964)
- 1907 - Denis Blundell, avvocato, diplomatico e politico neozelandese († 1984)
- 1907 - Harry Cooke, schermidore britannico († 1986)
- 1907 - Angelo Drigo, fisico italiano († 1978)
- 1908 - Franco Briolini, militare italiano († 1943)
- 1908 - Severino Caveri, politico italiano († 1977)
- 1908 - Antal Lyka, allenatore di calcio e calciatore ungherese († 1976)
- 1908 - George Nelson, designer, grafico e architetto statunitense († 1986)
- 1908 - Gino Rossi, pugile italiano († 1987)
- 1908 - Giuseppe Vignati, calciatore italiano
- 1909 - Mario Cipriani, ciclista su strada italiano († 1944)
- 1909 - Mario Gallo, calciatore italiano
- 1909 - William Richardson, calciatore inglese († 1959)
- 1910 - Derek Fortrose Allen, archeologo e numismatico britannico († 1975)
- 1910 - Antonio Barolini, scrittore, poeta e giornalista italiano († 1971)
- 1910 - Ralph Metcalfe, velocista e politico statunitense († 1978)
- 1910 - Peter Platzer, calciatore austriaco († 1959)
- 1911 - Alfredo Clerici, cantante italiano († 1999)
- 1911 - Lea Goldberg, traduttrice e scrittrice israeliana († 1970)
- 1911 - Wolfgang Heidenfeld, scacchista tedesco († 1981)
- 1911 - Vivi Janiss, attrice statunitense († 1988)
- 1911 - Velso Mucci, scrittore italiano († 1964)
- 1911 - Giorgio Punzo, naturalista, etologo e filosofo italiano († 2005)
- 1911 - Antonio Sacchi, calciatore italiano
- 1912 - Iris Adrian, attrice e ballerina statunitense († 1994)
- 1912 - John Gilling, regista e sceneggiatore inglese († 1984)
- 1912 - Pamela Hansford Johnson, scrittrice, critica letteraria e poetessa britannica († 1981)
- 1913 - Marco Diener, nuotatore e pallanuotista francese († 1965)
- 1913 - Hökümə Qurbanova, attrice azera († 1988)
- 1913 - Tony Zale, pugile statunitense († 1997)
- 1914 - Dino Ferrari, pittore italiano († 2000)
- 1914 - Stacy Keach, attore statunitense († 2003)
- 1914 - Victor Putmans, calciatore belga († 1989)
- 1915 - Italo Gherardini, ufficiale e aviatore italiano († 1940)
- 1915 - Karl Münchinger, direttore d'orchestra tedesco († 1990)
- 1915 - Isaac Oceja, allenatore di calcio e calciatore spagnolo († 2000)
- 1916 - Lugano Bazzani, poeta italiano († 2003)
- 1917 - Miguel Ablóniz, chitarrista e compositore greco († 2001)
- 1917 - John Fitzgerald Kennedy, politico statunitense († 1963)
- 1917 - Sabina Santilli, attivista italiana († 1999)
- 1917 - Joseph Somers, ciclista su strada belga († 1966)
- 1918 - Aksel Bonde, canottiere danese († 1966)
- 1918 - Ubaldo Passalacqua, calciatore e allenatore di calcio italiano († 1988)
- 1918 - Giulio Salvadori, pittore italiano († 1999)
- 1918 - Juan Carlos Verdeal, calciatore e allenatore di calcio argentino († 1999)
- 1919 - Giorgio Labò, partigiano italiano († 1944)
- 1919 - Giovanni Rossetti, calciatore italiano († 1987)
- 1920 - John Harsanyi, economista ungherese († 2000)
- 1920 - Clifton James, attore statunitense († 2017)
- 1921 - Alessandro Bausani, islamista, arabista e iranista italiano († 1988)
- 1921 - Alberto Ciampaglia, politico italiano († 2011)
- 1921 - Maurizio Ferrara, giornalista, politico e partigiano italiano († 2000)
- 1921 - Karen Hoff, canoista danese († 2000)
- 1921 - Dante Lerda, allenatore di calcio e calciatore italiano († 1996)
- 1921 - Margit Nagy-Sándor, ginnasta ungherese († 2001)
- 1921 - Enzo Plazzotta, scultore italiano († 1981)
- 1922 - Franco Cassano, pianista, compositore e arrangiatore italiano († 2016)
- 1922 - Hans Löhr, attore tedesco († 1942)
- 1922 - Carlo Montarsolo, pittore italiano († 2005)
- 1922 - Jacques Morel, attore cinematografico francese († 2008)
- 1922 - Edith Roger, regista teatrale, ballerina e coreografa norvegese († 2023)
- 1922 - Joe Weatherly, pilota automobilistico e pilota motociclistico statunitense († 1964)
- 1922 - Iannis Xenakis, compositore, ingegnere e architetto greco († 2001)
- 1923 - Carl Duering, attore inglese († 2018)
- 1923 - Arnaldo Pizzorusso, francesista italiano († 2012)
- 1923 - Eugene Wright, contrabbassista statunitense († 2020)
- 1924 - Luciano Della Mea, attivista, partigiano e giornalista italiano († 2003)
- 1924 - Miloslav Kříž, cestista e allenatore di pallacanestro cecoslovacco († 2013)
- 1924 - Vittorio Sonzogni, architetto e urbanista italiano († 2017)
- 1925 - Arnold Odermatt, fotografo svizzero († 2021)
- 1925 - Giuseppe Vignola, politico e sindacalista italiano († 2016)
- 1926 - Mario D'Agata, pugile italiano († 2009)
- 1926 - Amelio De Juliis, partigiano e militare italiano († 1945)
- 1926 - Charles Denner, attore polacco († 1995)
- 1926 - Billy Foulkes, calciatore gallese († 1979)
- 1926 - Teodoro González de León, architetto e pittore messicano († 2016)
- 1926 - Halaevalu Mata'Aho 'Ahome'e, regina tongana († 2017)
- 1926 - Katie Boyle, conduttrice televisiva e attrice britannica († 2018)
- 1926 - Piero Pasini, telecronista sportivo e giornalista italiano († 1981)
- 1926 - Ilona Szmertnik, ex cestista ungherese
- 1926 - Albert Hermann Traber, imprenditore svizzero († 2007)
- 1926 - Abdoulaye Wade, politico senegalese
- 1927 - Nazem Amine, lottatore libanese († 2017)
- 1927 - Renato Cavalieri, calciatore italiano († 2000)
- 1927 - Charlotte Kerr, attrice, regista e sceneggiatrice tedesca († 2011)
- 1927 - Gastone Limarilli, tenore italiano († 1998)
- 1927 - Thornel Schwartz, chitarrista statunitense († 1977)
- 1927 - Carl Toms, scenografo e costumista britannico († 1999)
- 1927 - Varkey Vithayathil, cardinale e arcivescovo cattolico indiano († 2011)
- 1928 - Kyril Bonfiglioli, scrittore inglese († 1985)
- 1928 - Tino Celio, ingegnere, imprenditore e hockeista su ghiaccio svizzero († 2024)
- 1928 - Danny Finn, cestista statunitense († 2007)
- 1928 - Harald Hennum, calciatore norvegese († 1993)
- 1928 - Freddie Redd, pianista e compositore statunitense († 2021)
- 1928 - Masaru Satō, compositore giapponese († 1999)
- 1929 - Rosanna Bianchi Piccoli, ceramista italiana († 2025)
- 1929 - Olimpia Di Maio, attrice, comica e commediografa italiana († 2006)
- 1929 - Harry Frankfurt, filosofo statunitense († 2023)
- 1929 - Peter Higgs, fisico britannico († 2024)
- 1929 - Väinö Markkanen, tiratore a segno finlandese († 2022)
- 1929 - Agostinho José Sartori, vescovo cattolico brasiliano († 2012)
- 1930 - Filippo Albertoni, pittore e litografo italiano († 2011)
- 1930 - Asbjørn Hansen, calciatore norvegese († 2017)
- 1930 - Francesco Ricci, presbitero italiano († 1991)
- 1930 - Francis Gerard Thomas, vescovo cattolico britannico († 1988)
- 1931 - Gaetano Azzolina, medico, cardiochirurgo e politico italiano († 2023)
- 1931 - Teresio Bosco, scrittore, presbitero e teologo italiano († 2019)
- 1931 - Osvaldo Héctor Cruz, calciatore argentino († 2023)
- 1932 - Mario Ciancio Sanfilippo, giornalista e imprenditore italiano
- 1932 - Gábor Delneky, schermidore ungherese († 2008)
- 1932 - Paul R. Ehrlich, ambientalista, biologo e entomologo statunitense
- 1932 - Jack Grech, calciatore maltese († 2003)
- 1932 - Richie Guerin, ex cestista, allenatore di pallacanestro e dirigente sportivo statunitense
- 1932 - Rune Jansson, lottatore svedese († 2018)
- 1932 - Karl Ridderbusch, basso tedesco († 1997)
- 1933 - Abd al-Rahman Munif, scrittore giordano († 2004)
- 1933 - Roberto Guicciardini, regista teatrale italiano († 2017)
- 1933 - Tarquinio Provini, pilota motociclistico italiano († 2005)
- 1933 - Nikola Pădevski, scacchista bulgaro († 2023)
- 1933 - Helmuth Rilling, direttore di coro e docente tedesco
- 1933 - Miroslav Vondřička, allenatore di pallacanestro ceco
- 1933 - Nick Whitehead, velocista britannico († 2002)
- 1933 - William Yorzyk, nuotatore statunitense († 2020)
- 1934 - Lamberto Cardia, politico italiano
- 1934 - Marina Cicogna, nobile, produttrice cinematografica e fotografa italiana († 2023)
- 1934 - Eli Jean Erian, ex cestista egiziano
- 1934 - Eugene Antonio Marino, arcivescovo cattolico statunitense († 2000)
- 1934 - Nanette Newman, attrice e scrittrice britannica
- 1934 - Ben Patterson, musicista e artista statunitense († 2016)
- 1934 - Renzo Pecchenino, disegnatore cileno († 1988)
- 1935 - André Brink, scrittore sudafricano († 2015)
- 1935 - Ray Charnley, calciatore inglese († 2009)
- 1935 - Mario Cipolla, giornalista e critico cinematografico italiano († 2011)
- 1935 - Jean-Pierre Escalettes, dirigente sportivo francese
- 1935 - Gianfranco Moneta, architetto e urbanista italiano († 2005)
- 1935 - Renato Mori, attore, doppiatore e direttore del doppiaggio italiano († 2014)
- 1935 - Sylvia Robinson, cantante, produttrice discografica e imprenditrice statunitense († 2011)
- 1935 - Bruno Rodzik, calciatore francese († 1998)
- 1935 - Roberto Spano, politico italiano
- 1936 - Arlene McQuade, attrice statunitense († 2014)
- 1936 - Marina Mizzau, scrittrice, saggista e filosofa italiana († 2023)
- 1936 - Simon Prescott, attore statunitense
- 1937 - Zenon Bortkevič, pallanuotista sovietico († 2010)
- 1937 - Aída González, ex cestista paraguaiana
- 1937 - János Hanek, ex calciatore ungherese
- 1937 - Alec Jackson, calciatore inglese († 2023)
- 1937 - Alois Kothgasser, arcivescovo cattolico austriaco († 2024)
- 1937 - Víctor Antonio Legrotaglie, calciatore argentino († 2024)
- 1937 - Hibari Misora, cantante e attrice giapponese († 1989)
- 1937 - Don Reynolds, attore statunitense († 2019)
- 1937 - Irmin Schmidt, compositore e tastierista tedesco
- 1937 - Alwin Schockemöhle, cavaliere tedesco
- 1937 - Carlo Tommasi, scenografo italiano († 2018)
- 1938 - Éric Jourdan, scrittore francese († 2015)
- 1938 - Alberto Grifi, regista, pittore e montatore italiano († 2007)
- 1938 - Erwin Koppe, ex ginnasta tedesco
- 1939 - Moira Abernethy, ex nuotatrice sudafricana
- 1939 - Mary Banotti, politica irlandese († 2024)
- 1939 - Isabelle Corey, attrice francese († 2011)
- 1939 - Salvatore Sechi, storico italiano
- 1939 - Al Unser, pilota automobilistico statunitense († 2021)
- 1939 - Luigi Vinci, politico italiano
- 1939 - Givi Čikvanaja, pallanuotista sovietico († 2018)
- 1940 - Leonardo Henrichsen, giornalista argentino († 1973)
- 1940 - Taihō Kōki, lottatore di sumo giapponese († 2013)
- 1940 - Raymond John Lahey, vescovo cattolico canadese († 2022)
- 1940 - Farooq Leghari, politico pakistano († 2010)
- 1940 - Donal Brendan Murray, vescovo cattolico irlandese († 2024)
- 1940 - Dickie Rooks, calciatore e allenatore di calcio inglese († 2024)
- 1941 - Inger Aufles, ex fondista norvegese
- 1941 - Pepi Bader, bobbista tedesco († 2021)
- 1942 - Massimo Scarpati, apneista italiano
- 1943 - Mick Buxton, allenatore di calcio e ex calciatore inglese
- 1943 - Ion Ciubuc, politico moldavo († 2018)
- 1943 - Jeffrey L. Kimball, direttore della fotografia statunitense
- 1943 - Jan Kůrka, ex tiratore a segno cecoslovacco
- 1944 - Helmut Berger, attore e modello austriaco († 2023)
- 1944 - Maurice Bishop, politico e rivoluzionario grenadino († 1983)
- 1944 - Nicole El Karoui, matematica francese
- 1944 - Olindo Guzmán, ex calciatore argentino
- 1944 - Ryōichi Ikegami, fumettista giapponese
- 1945 - Catherine Lara, cantautrice, arrangiatrice e produttrice discografica francese
- 1945 - Gary Brooker, cantante, pianista e compositore britannico († 2022)
- 1945 - Manuel Duarte, calciatore portoghese († 2022)
- 1945 - Giorgio Giudici, architetto e politico svizzero
- 1945 - Mike Kealy, militare britannico († 1979)
- 1945 - Daniel Van Ryckeghem, ciclista su strada e ciclocrossista belga († 2008)
- 1946 - Jair Pereira, allenatore di calcio e ex calciatore brasiliano
- 1946 - Haroldo Rodas, politico e economista guatemalteco († 2020)
- 1946 - Romeo Tigliani, hockeista su ghiaccio italiano († 2018)
- 1946 - Héctor Veira, allenatore di calcio e ex calciatore argentino
- 1946 - Héctor Yazalde, calciatore argentino († 1997)
- 1947 - Pietro Massimo Busetta, statistico e economista italiano
- 1947 - Carlo Cavicchi, giornalista e scrittore italiano
- 1947 - Julie Cobb, attrice statunitense
- 1947 - Anthony Geary, attore statunitense
- 1947 - Noritaka Hidaka, ex calciatore giapponese
- 1947 - Marianne Kleiner-Schläpfer, psicologa e politica svizzera
- 1947 - Anatolij Polivoda, cestista sovietico († 2024)
- 1947 - Gene Robinson, vescovo anglicano statunitense
- 1947 - Jan Witteveen, ingegnere olandese
- 1948 - Giordano Abbondati, pattinatore artistico su ghiaccio italiano († 2005)
- 1948 - Christine Egerszegi-Obrist, politica svizzera
- 1948 - Nick Mancuso, attore italiano
- 1948 - Edward Bernard Scharfenberger, vescovo cattolico statunitense
- 1948 - František Zlámal, ex calciatore cecoslovacco
- 1949 - Bruno Biriaco, batterista e direttore d'orchestra italiano
- 1949 - Gina Bovaird, pilota motociclistica statunitense
- 1949 - Andrew Clements, scrittore statunitense († 2019)
- 1949 - Yvette Gastauer-Claire, medaglista e scultrice lussemburghese
- 1949 - Brian Kidd, ex calciatore e allenatore di calcio inglese
- 1949 - Loyd King, ex cestista e allenatore di pallacanestro statunitense
- 1949 - Wilhelm Kreuz, allenatore di calcio e ex calciatore austriaco
- 1949 - Franco Ongarato, ex ciclista su strada italiano
- 1949 - Francis Rossi, cantante e chitarrista inglese
- 1949 - Cotter Smith, attore statunitense
- 1950 - Göran Carmback, regista e sceneggiatore svedese
- 1950 - David Nash, allenatore di rugby a 15 e rugbista a 15 gallese († 2016)
- 1950 - Lynn Howells, allenatore di rugby a 15 e ex rugbista a 15 gallese
- 1950 - Lesley Hunt, ex tennista australiana
- 1950 - Marco Incagnoli, direttore della fotografia italiano
- 1950 - Rebbie Jackson, cantante e ballerina statunitense
- 1950 - Britt Nichols, modella e attrice portoghese
- 1950 - Elie Yéghiayan, vescovo cattolico armeno
- 1950 - Isabel Alçada, scrittrice, insegnante e politica portoghese
- 1951 - Peter Chernin, imprenditore e produttore cinematografico statunitense
- 1951 - Manuel Gomes, allenatore di calcio e ex calciatore portoghese
- 1951 - Michael O'Neill, attore statunitense
- 1951 - Piero Sansonetti, giornalista, scrittore e opinionista italiano
- 1952 - Elio Di Mella, carabiniere italiano († 1982)
- 1952 - Salam Fayyad, economista e politico palestinese
- 1952 - George Karra, giurista israeliano
- 1952 - Bill Ligon, cestista statunitense († 2024)
- 1952 - Filippo Milone, politico italiano
- 1952 - Giuseppe Parlato, storico italiano († 2025)
- 1952 - Victorio Pezzolla, musicista argentino
- 1952 - Hilton Ruiz, pianista e compositore statunitense († 2006)
- 1952 - Pia Tafdrup, scrittrice e poetessa danese
- 1952 - Antonino Trapani, ex calciatore italiano
- 1953 - Aleksandr Abdulov, attore russo († 2008)
- 1953 - Roberto Antonelli, allenatore di calcio e ex calciatore italiano
- 1953 - Zoja Deražinskaja, ex schermitrice sovietica
- 1953 - Danny Elfman, compositore, cantante e attore statunitense
- 1953 - Luigi Fedele, politico italiano
- 1953 - Ludovica Marineo, sceneggiatrice, doppiatrice e drammaturga italiana
- 1953 - José Martínez González, calciatore messicano († 1981)
- 1953 - Massimo Mattolini, calciatore italiano († 2009)
- 1953 - Sue Rojcewicz, ex cestista e allenatrice di pallacanestro statunitense
- 1953 - Roberto Giovanni Timossi, filosofo italiano
- 1953 - Mario Tosti, storico italiano
- 1953 - Hans Wallner, ex saltatore con gli sci austriaco
- 1953 - Alain Weisz, allenatore di pallacanestro e dirigente sportivo francese
- 1954 - Maurizio Calvesi, direttore della fotografia italiano
- 1954 - Gary Lawrence Francione, attivista e filosofo statunitense
- 1954 - John Hencken, ex nuotatore statunitense
- 1954 - Serhij Holovatyj, giurista, avvocato e politico ucraino
- 1954 - Pankaj Kapur, attore indiano
- 1954 - Salvatore Magarò, politico italiano
- 1954 - Jerry Moran, politico e avvocato statunitense
- 1954 - Jacqueline Todten, ex giavellottista tedesca
- 1955 - Efe Aydan, ex cestista turco
- 1955 - Frank Baumgartl, siepista tedesco († 2010)
- 1955 - Luigi Bobba, politico italiano
- 1955 - Piero Coda, presbitero e teologo italiano
- 1955 - Pascal Dusapin, compositore francese
- 1955 - Carme Forcadell, insegnante, politica e attivista spagnola
- 1955 - Ole Johnny Henriksen, ex calciatore norvegese
- 1955 - John Hinckley Jr., criminale statunitense
- 1955 - David Kirschner, produttore cinematografico e sceneggiatore statunitense
- 1955 - Mike Porcaro, bassista statunitense († 2015)
- 1955 - Bruno Valentini, politico italiano
- 1955 - Frank Wartenberg, ex lunghista tedesco
- 1955 - Otta Wenskus, filologa classica tedesca
- 1955 - Mars Williams, sassofonista, clarinettista e musicista statunitense († 2023)
- 1956 - Rossella Casini, italiana († 1981)
- 1956 - Luca Damiani, scrittore e conduttore radiofonico italiano
- 1956 - Bjarni Friðriksson, ex judoka islandese
- 1956 - La Toya Jackson, cantautrice, ballerina e ex modella statunitense
- 1956 - Filippo Lombardi, politico e giornalista svizzero
- 1956 - Blairo Maggi, politico brasiliano
- 1956 - Marco Piga, calciatore italiano († 2024)
- 1956 - Mario Piga, allenatore di calcio e ex calciatore italiano
- 1956 - Wayne Radford, cestista statunitense († 2021)
- 1956 - Norbert Reithofer, dirigente d'azienda tedesco
- 1956 - Corina Zambrana, ex cestista boliviana
- 1957 - Martín Caparrós, giornalista e scrittore argentino
- 1957 - Jeb Hensarling, politico statunitense
- 1957 - Dirk Hupe, ex calciatore tedesco
- 1957 - Clara Law, regista e sceneggiatrice hongkonghese
- 1957 - Ted Levine, attore statunitense
- 1957 - Mohsen Makhmalbaf, regista, sceneggiatore e produttore cinematografico iraniano
- 1957 - Luca Mosca, compositore e pianista italiano
- 1957 - Jean-Christophe Yoccoz, matematico francese († 2016)
- 1958 - Annette Bening, attrice statunitense
- 1958 - Gianfranco Blasi, funzionario, politico e poeta italiano
- 1958 - Sam Clancy, ex cestista, ex giocatore di football americano e allenatore di football americano statunitense
- 1958 - Wayne Duvall, attore statunitense
- 1958 - Willem Holleeder, criminale olandese
- 1958 - Juliano Mer-Khamis, attore, attivista e regista palestinese († 2011)
- 1958 - Jarmo Mäkinen, attore e doppiatore finlandese
- 1958 - Uwe Rapolder, allenatore di calcio tedesco
- 1958 - Federico Torre, attore italiano
- 1958 - Ted Watts, ex giocatore di football americano statunitense
- 1958 - Goran Šušnjara, allenatore di calcio e ex calciatore croato
- 1959 - Jacques Commères, allenatore di pallacanestro francese
- 1959 - Reimund Dietzen, ex ciclista su strada, ciclocrossista e dirigente sportivo tedesco
- 1959 - Rupert Everett, attore britannico
- 1959 - Steve Gatting, allenatore di calcio e ex calciatore inglese
- 1959 - Maribel Guardia, attrice e modella costaricana
- 1959 - Steve Hanley, musicista britannico
- 1959 - Adrian Paul, attore e ex modello britannico
- 1959 - Wendy Quirk, ex nuotatrice canadese
- 1959 - Claudio Scannavini, compositore italiano
- 1960 - Alberto Acierno, politico italiano
- 1960 - Lorena Bertini, doppiatrice, dialoghista e direttrice del doppiaggio italiana
- 1960 - Håkan Ericson, allenatore di calcio e ex calciatore svedese
- 1960 - Thierry Frémaux, critico cinematografico francese
- 1960 - Einar Sæbø, calciatore norvegese († 2019)
- 1960 - Claudio Sanfilippo, cantautore e scrittore italiano
- 1960 - Bill Williams, autore di videogiochi e programmatore statunitense († 1998)
- 1961 - Melissa Etheridge, cantante e musicista statunitense
- 1961 - John Miceli, batterista statunitense
- 1961 - Gregg Thompson, ex calciatore statunitense
- 1961 - Paola Viganò, architetta italiana
- 1962 - Fandi Ahmad, allenatore di calcio e ex calciatore singaporiano
- 1962 - Frédéric Cathala, scrittore francese
- 1962 - Michael Clark, ballerino e coreografo britannico
- 1962 - Linciaggio di Michael Donald, statunitense († 1981)
- 1962 - Roberto Fontanini, ex calciatore italiano
- 1962 - Eva Murková, ex lunghista slovacca
- 1962 - Razif Sidek, ex giocatore di badminton malese
- 1962 - Bisi Silva, critica d'arte nigeriana († 2019)
- 1963 - Samu, ex wrestler statunitense
- 1963 - Simona Baldelli, scrittrice italiana
- 1963 - Blaze Bayley, cantante britannico
- 1963 - Sergi Belbel, drammaturgo spagnolo
- 1963 - Débora Bloch, attrice brasiliana
- 1963 - Tracey E. Bregman, attrice statunitense
- 1963 - Ivano Calcagno, cantautore italiano
- 1963 - Ukyō Katayama, ex pilota automobilistico giapponese
- 1963 - Claude Marcil, ex schermidore canadese
- 1963 - Ugo Rossi, politico italiano
- 1963 - Alessandro Schiesaro, latinista e filologo classico italiano
- 1963 - Lisa Whelchel, attrice, cantante e scrittrice statunitense
- 1964 - Emanuele Cisi, sassofonista italiano
- 1964 - Pascal Donnadieu, allenatore di pallacanestro francese
- 1964 - Steve Francis, ex calciatore inglese
- 1964 - Connie Hansen, ex atleta paralimpica danese
- 1964 - Mark Hartill, ex rugbista a 15 e allenatore di rugby a 15 australiano
- 1964 - Kim Min-seok, politico sudcoreano
- 1964 - Markku Pusenius, ex saltatore con gli sci finlandese
- 1964 - Charles Scerri, ex calciatore maltese
- 1965 - Borhan Abu Samah, calciatore singaporiano († 1999)
- 1965 - Saška Aleksandrova, ex cestista e allenatrice di pallacanestro bulgara
- 1965 - Pierre Aubameyang, allenatore di calcio e ex calciatore gabonese
- 1965 - Roberto De Franceschi, ex giocatore di baseball italiano
- 1965 - Alberto De la Torre, ex giocatore di calcio a 5 spagnolo
- 1965 - Bahtiër Hudojnazarov, regista e sceneggiatore tagiko († 2015)
- 1965 - Camilla Lundbäck, ex sciatrice alpina svedese
- 1965 - Ronn McMahon, ex cestista canadese
- 1965 - Jarmo Myllys, allenatore di hockey su ghiaccio e ex hockeista su ghiaccio finlandese
- 1965 - Daniel Müller, giocatore di curling svizzero
- 1965 - Matthew Porretta, attore e doppiatore statunitense
- 1965 - Marcelo Ramírez, ex calciatore cileno
- 1965 - Emilio Sánchez, ex tennista spagnolo
- 1965 - Toninho dos Santos, ex calciatore brasiliano
- 1966 - Arcangelo Badolati, giornalista e scrittore italiano
- 1966 - Michael Cheval, pittore e disegnatore russo
- 1966 - Antonio Fanelli, ex ciclista su strada, pistard e dirigente sportivo italiano
- 1966 - Diana Lee Inosanto, attrice, produttrice cinematografica e artista marziale statunitense
- 1966 - John Vignola, giornalista, critico musicale e conduttore radiofonico italiano
- 1966 - Richard Youngs, musicista britannico
- 1967 - Evgenij Alejnikov, tiratore a segno russo († 2024)
- 1967 - Omar Arellano Nuño, ex calciatore messicano
- 1967 - Juan Carlos Barros, ex cestista spagnolo
- 1967 - Alberto Borghetti, ingegnere italiano
- 1967 - Birgit Eggert, cestista tedesca († 2019)
- 1967 - Noel Gallagher, cantautore, chitarrista e produttore discografico britannico
- 1967 - Alexandre Gallo, allenatore di calcio e ex calciatore brasiliano
- 1967 - José Manuel Garcia Cordeiro, arcivescovo cattolico portoghese
- 1967 - Heidi Mohr, calciatrice tedesca († 2019)
- 1967 - Ingo Steinhöfel, ex sollevatore tedesco orientale
- 1968 - Chiara Colizzi, doppiatrice e direttrice del doppiaggio italiana
- 1968 - Edmilson Dias de Lucena, ex calciatore brasiliano
- 1968 - Tate George, ex cestista statunitense
- 1968 - Janne Immonen, ex fondista finlandese
- 1968 - Park Tae-ha, allenatore di calcio e ex calciatore sudcoreano
- 1968 - Nataša Pirc Musar, politica, avvocata e giornalista slovena
- 1968 - Øyvind Skaanes, ex fondista norvegese
- 1969 - Gian Paolo Daldello, paroliere e cantautore italiano
- 1969 - Aleksander Kaczorowski, traduttore, saggista e giornalista polacco
- 1969 - Peter Karlsson, tennistavolista svedese
- 1969 - Maurizio Lops, attore e regista teatrale italiano
- 1969 - Wiltrud Probst, ex tennista tedesca
- 1969 - Qiu Miaojin, scrittrice taiwanese († 1995)
- 1969 - Dominik Saladin, ex schermidore svizzero
- 1969 - Barbara Stizzoli, ex tiratrice a segno italiana
- 1970 - Máxima Acuña, agricoltrice, attivista e ambientalista peruviana
- 1970 - Roberto Di Matteo, allenatore di calcio e ex calciatore italiano
- 1970 - Silke Frankl, ex tennista tedesca
- 1970 - Takeharu Ishimoto, compositore, chitarrista e pianista giapponese
- 1970 - Attila Kuttor, allenatore di calcio e ex calciatore ungherese
- 1970 - Luís Novo, ex maratoneta portoghese
- 1970 - Agnes Oaks, ex ballerina estone
- 1971 - Diego Casale, attore italiano
- 1971 - Tal Hadad, ex cestista israeliana
- 1971 - Svein Johansen, ex calciatore norvegese
- 1971 - Bernd Mayländer, pilota automobilistico tedesco
- 1971 - Carlotta Natoli, attrice italiana
- 1972 - Laverne Cox, attrice, modella e personaggio televisivo statunitense
- 1972 - Bill Curley, ex cestista e allenatore di pallacanestro statunitense
- 1972 - Gustavo Ferreyra, ex calciatore uruguaiano
- 1972 - Közi, cantautore e polistrumentista giapponese
- 1972 - Keith Murray, rapper statunitense
- 1972 - Alberto Rimedio, giornalista, telecronista sportivo e conduttore televisivo italiano
- 1972 - Stanislas, cantante francese
- 1973 - Cristina Ali Farah, scrittrice e poetessa italiana
- 1973 - Etdrick Bohannon, ex cestista statunitense
- 1973 - Steve Corino, ex wrestler canadese
- 1973 - Keith Fullerton Whitman, musicista statunitense
- 1973 - Lee Jones, ex calciatore gallese
- 1973 - Tomoko Kaneda, doppiatrice giapponese
- 1973 - Alpay Özalan, dirigente sportivo, allenatore di calcio e ex calciatore turco
- 1973 - Scot Project, disc jockey tedesco
- 1973 - Radek Slončík, ex calciatore ceco
- 1974 - Steve Cardenas, attore e artista marziale statunitense
- 1974 - Naomi Castle, pallanuotista australiana
- 1974 - Cristiano Cavina, scrittore italiano
- 1974 - Kaori Kawakami, ex cestista giapponese
- 1974 - Stephen Larkham, ex rugbista a 15 e allenatore di rugby a 15 australiano
- 1974 - Gastón Liendo, ex calciatore argentino
- 1974 - Delisa Magwaza, regina swazilandese
- 1974 - J. Andrew Martin, ex sciatore alpino statunitense
- 1974 - Aaron McGruder, fumettista, sceneggiatore e produttore televisivo statunitense
- 1974 - Fernando Pandolfi, ex calciatore argentino
- 1974 - Krisztina Tóth, tennistavolista ungherese
- 1974 - Sōko Yamaoka, ex snowboarder giapponese
- 1974 - Thomas Youngblood, chitarrista statunitense
- 1975 - Ahmad Al-Jasem, ex calciatore kuwaitiano
- 1975 - Melanie Brown, cantante e attrice britannica
- 1975 - Matt Bryant, ex giocatore di football americano statunitense
- 1975 - David Burtka, attore e cuoco statunitense
- 1975 - Chiara Costa, tiratrice a volo italiana
- 1975 - Marino Guarnieri, regista, animatore e illustratore italiano
- 1975 - Scott Smart, pilota motociclistico britannico
- 1975 - Daniel Tosh, comico, conduttore televisivo e attore statunitense
- 1976 - Amra Alagić, ex cestista bosniaca
- 1976 - Maceo Baston, ex cestista statunitense
- 1976 - Dawn Buth, ex tennista statunitense
- 1976 - Cláudio Caçapa, allenatore di calcio e ex calciatore brasiliano
- 1976 - Ebenezer Ekuban, ex giocatore di football americano ghanese
- 1976 - Eva Giganti, ex sollevatrice italiana
- 1976 - Gülşen, cantante turca
- 1976 - Hakan Günday, scrittore turco
- 1976 - Raef LaFrentz, ex cestista statunitense
- 1976 - Sjarhej Ljachovič, ex pugile bielorusso
- 1976 - Igor Loro, hockeista su ghiaccio italiano († 1997)
- 1976 - Shinji Makino, ex calciatore giapponese
- 1976 - Javier Oliva González, ex calciatore spagnolo
- 1976 - Egor Titov, allenatore di calcio e ex calciatore russo
- 1977 - Bardhyl Ajeti, giornalista jugoslavo († 2005)
- 1977 - Massimo Ambrosini, dirigente sportivo e ex calciatore italiano
- 1977 - Marco Cassetti, ex calciatore italiano
- 1977 - Miroslav Drobňák, ex calciatore slovacco
- 1977 - Travis Fulton, artista marziale misto e pugile statunitense († 2021)
- 1977 - Jurica Golemac, allenatore di pallacanestro e ex cestista sloveno
- 1977 - Christina Kalčeva, ex altista bulgara
- 1977 - Shaun King, ex giocatore di football americano statunitense
- 1977 - António Lebo Lebo, ex calciatore angolano
- 1977 - Alberto Miguel, ex cestista spagnolo
- 1977 - Masaharu Nishi, ex calciatore giapponese
- 1977 - Sayaka Osakabe, attivista giapponese
- 1978 - Pelle Almqvist, musicista e cantante svedese
- 1978 - Sébastien Grosjean, ex tennista e allenatore di tennis francese
- 1978 - Filipe Martins, allenatore di calcio e ex calciatore portoghese
- 1978 - Lorenzo Odone, statunitense († 2008)
- 1978 - Carlos Paez, ex calciatore honduregno
- 1978 - Bryan Rice, cantautore danese
- 1978 - Seveci Rokotakala, ex calciatore figiano
- 1978 - Tom Rothrock, ex sciatore alpino statunitense
- 1978 - Xavier Rudd, cantautore e polistrumentista australiano
- 1978 - Stefano Scotto di Luzio, allenatore di pallacanestro italiano
- 1979 - Aleš Chvalovský, ex calciatore ceco
- 1979 - Alberto Cifuentes, ex calciatore spagnolo
- 1979 - Celeste Costantino, attivista e politica italiana
- 1979 - Fonseca, cantautore colombiano
- 1979 - Arne Friedrich, dirigente sportivo e ex calciatore tedesco
- 1979 - Pavel Gerasimov, ex astista russo
- 1979 - Alessio Giannone, personaggio televisivo e youtuber italiano
- 1979 - Ella Gjømle, ex fondista norvegese
- 1979 - Salou Ibrahim, ex calciatore ghanese
- 1979 - Brian Kendrick, wrestler statunitense
- 1979 - Andy Kirk, allenatore di calcio e ex calciatore nordirlandese
- 1979 - Ivanka Matić, ex cestista serba
- 1979 - Gustavo Pinto, ex calciatore argentino
- 1979 - Martin Stocklasa, allenatore di calcio e ex calciatore liechtensteinese
- 1979 - Vasil Stojanov, pallavolista bulgaro
- 1979 - Ismaïla Sy, ex cestista francese
- 1979 - Krzysztof Szczawiński, ex ciclista su strada polacco
- 1979 - Claudia Trieste, ex modella e showgirl italiana
- 1979 - Janneke van Tienen, ex pallavolista olandese
- 1980 - Ilaria Bianco, maestra di scherma e ex schermitrice italiana
- 1980 - Adam Brown, attore e comico britannico
- 1980 - Evie Dominikovic, ex tennista australiana
- 1980 - Ernesto Farías, ex calciatore argentino
- 1980 - Kenn Hansen, ex arbitro di calcio danese
- 1980 - Im Yeong-hui, ex cestista e allenatrice di pallacanestro sudcoreana
- 1980 - Tiago Martins, arbitro di calcio portoghese
- 1980 - Bohdan Nikišyn, schermidore ucraino
- 1980 - Mikako Takahashi, doppiatrice giapponese
- 1980 - Marinko Škaričić, ex calciatore croato
- 1981 - Andrej Aršavin, ex calciatore russo
- 1981 - Sacha Bali, attore e regista teatrale brasiliano
- 1981 - Justin Chon, attore statunitense
- 1981 - Rochelle Clark, rugbista a 15 e allenatrice di rugby a 15 britannica
- 1981 - Jimmy Cochran, ex sciatore alpino statunitense
- 1981 - Michele Ferri, allenatore di calcio e ex calciatore italiano
- 1981 - Alton Ford, cestista statunitense († 2018)
- 1981 - Juanma Gómez, ex calciatore spagnolo
- 1981 - Anders Holm, attore e sceneggiatore statunitense
- 1981 - Dïas Kämelov, ex calciatore kazako
- 1981 - Sean Locklear, ex giocatore di football americano statunitense
- 1981 - Michelangelo Minieri, procuratore sportivo e ex calciatore italiano
- 1981 - Erick Scott, ex calciatore costaricano
- 1981 - Rachel Tucker, cantante e attrice britannica
- 1982 - Saleh Al-Sheikh, calciatore kuwaitiano
- 1982 - Ana Beatriz Barros, supermodella brasiliana
- 1982 - Romel Beck, ex cestista messicano
- 1982 - Mario Berríos, ex calciatore honduregno
- 1982 - Fatima Bhutto, scrittrice e editorialista pakistana
- 1982 - Anita Briem, attrice islandese
- 1982 - Natalija Dobryns'ka, multiplista ucraina
- 1982 - André Ghem, allenatore di tennis e ex tennista brasiliano
- 1982 - Ailyn, cantante spagnola
- 1982 - William Gradit, ex cestista francese
- 1982 - Mark Hapka, attore statunitense
- 1982 - Konstantïn Kanïn, ex calciatore kazako
- 1982 - Anastasija Karlovyč, scacchista e giornalista ucraina
- 1982 - Elyas M'Barek, attore austriaco
- 1982 - Petra Maňáková, ex cestista ceca
- 1982 - Dennis Masina, ex calciatore swati
- 1982 - Geoffroy Messina, rugbista a 15 francese
- 1982 - David França Oliveira e Silva, ex calciatore brasiliano
- 1982 - Raffaella Rea, attrice italiana
- 1982 - Sandra-Helena Tavares, ex astista portoghese
- 1983 - Tina Bok'uchava, politica georgiana
- 1983 - Cristian Bustos, ex calciatore spagnolo
- 1983 - Christopher Fogt, bobbista statunitense
- 1983 - Jevon Francis, ex calciatore nevisiano
- 1983 - Andrėj Harbunoŭ, ex calciatore bielorusso
- 1983 - Daniel Kickert, ex cestista e allenatore di pallacanestro australiano
- 1983 - Jean Makoun, ex calciatore camerunese
- 1983 - Ben Mansfield, attore inglese
- 1983 - Alberto Medina, ex calciatore messicano
- 1983 - Maria Mohn, cantante norvegese
- 1983 - Galina Pedan, ex ostacolista kirghisa
- 1983 - Evgenija Poljakova, velocista russa
- 1983 - Jack Stewart, ex calciatore statunitense
- 1983 - Alla Važenina, ex sollevatrice russa
- 1983 - Eser Yağmur, ex calciatore turco
- 1984 - Carmelo Anthony, ex cestista statunitense
- 1984 - Andrew Crofts, allenatore di calcio e ex calciatore gallese
- 1984 - Hamza Fatah, lottatore francese
- 1984 - Pietro Figlioli, pallanuotista italiano
- 1984 - Gabriel Enrique Gómez, ex calciatore panamense
- 1984 - Gauthier Grumier, schermidore francese
- 1984 - Prapawadee Jaroenrattanatarakoon, sollevatrice thailandese
- 1984 - Nia Jax, wrestler statunitense
- 1984 - Funmi Jimoh, ex lunghista statunitense
- 1984 - Will Johnson, rugbista a 15 statunitense
- 1984 - Alysson Paradis, attrice francese
- 1984 - Kaycee Stroh, attrice e ballerina statunitense
- 1984 - Aleksej Tiščenko, pugile russo
- 1984 - Ina Wroldsen, cantautrice norvegese
- 1984 - Tiago dos Santos Alves, ex calciatore brasiliano
- 1985 - Simone Bentivoglio, allenatore di calcio e ex calciatore italiano
- 1985 - B.J. Coleman, giocatore di football americano statunitense
- 1985 - Fabiano Flora, allenatore di calcio portoghese
- 1985 - Billy Flynn, attore e produttore cinematografico statunitense
- 1985 - Blake Foster, attore statunitense
- 1985 - Paolo Grossi, ex calciatore italiano
- 1985 - Momed Hagi, calciatore mozambicano
- 1985 - Hernanes, calciatore brasiliano
- 1985 - Nathan Horton, hockeista su ghiaccio canadese
- 1985 - James Horwill, ex rugbista a 15 australiano
- 1985 - Jeff Hughes, ex calciatore nordirlandese
- 1985 - Ji Yanyan, ex cestista cinese
- 1985 - Shirley Reilly, atleta paralimpica statunitense
- 1985 - Nicolás Riera, attore e cantante argentino
- 1985 - Ignacio Scocco, ex calciatore argentino
- 1985 - Toafa Takaniko, pallavolista francese
- 1985 - Yukihiro Takiguchi, attore, cantante e modello giapponese († 2019)
- 1985 - Miroslav Vulićević, ex calciatore serbo
- 1985 - Yu Jing, pattinatrice di velocità su ghiaccio cinese
- 1985 - Naile İvegin, cestista turca
- 1986 - Besa Kokëdhima, cantante albanese
- 1986 - Caio César Alves dos Santos, ex calciatore brasiliano
- 1986 - Daniel Fox, ex calciatore inglese
- 1986 - Jaslene González, modella e conduttrice televisiva portoricana
- 1986 - Eleazar Gómez, attore e cantante messicano
- 1986 - Hornswoggle, wrestler e attore statunitense
- 1986 - Bryn Kehoe, pallavolista e allenatrice di pallavolo statunitense
- 1986 - Giorgi Kruashvili, arbitro di calcio georgiano
- 1986 - Dar"ja Kustova, ex tennista bielorussa
- 1986 - No Min-woo, attore e musicista sudcoreano
- 1986 - Shwayze, rapper statunitense
- 1987 - Víctor Barrio, torero spagnolo († 2016)
- 1987 - Yanet Bermoy, judoka cubana
- 1987 - Alonzo Gee, cestista statunitense
- 1987 - Im Se-mi, attrice sudcoreana
- 1987 - Luís Leal, calciatore portoghese
- 1987 - Pearl Mackie, attrice britannica
- 1987 - Michal Malý, calciatore ceco
- 1987 - Kelvin Maynard, calciatore surinamese († 2019)
- 1987 - Thaddus McFadden, cestista statunitense
- 1987 - Noah Reid, attore canadese
- 1987 - Cedric Rieger, arciere tedesco
- 1987 - Daniela Ryf, triatleta svizzera
- 1987 - Rui Sampaio, ex calciatore portoghese
- 1987 - Leonardo Sigali, calciatore argentino
- 1987 - Alessandra Torresani, attrice statunitense
- 1987 - Léo Veloso, ex calciatore brasiliano
- 1987 - Tim Visser, ex rugbista a 15 olandese
- 1987 - Kenny de Schepper, tennista francese
- 1987 - Adriano Bispo dos Santos, ex calciatore brasiliano
- 1988 - Alessandro Caccia, pugile italiano
- 1988 - Garrett Celek, giocatore di football americano statunitense
- 1988 - Mihai Costea, calciatore rumeno
- 1988 - Mila De Magistris, pallanuotista italiana
- 1988 - Tobin Heath, calciatrice statunitense
- 1988 - Seb Hines, allenatore di calcio e ex calciatore inglese
- 1988 - Ridge Holland, wrestler e ex rugbista a 13 britannico
- 1988 - Tomáš Hořava, ex calciatore ceco
- 1988 - Daria Kinzer, cantante croata
- 1988 - Mirena Küng, ex sciatrice alpina svizzera
- 1988 - Sebastian Marshall, copilota di rally britannico
- 1988 - Carmen Martín, pallamanista spagnola
- 1988 - Steve Mason, hockeista su ghiaccio canadese
- 1988 - Andrei Nechita, ex ciclista su strada rumeno
- 1988 - José Pablo Varela, calciatore uruguaiano
- 1988 - Mu'adh al-Kasasbeh, ufficiale giordano († 2015)
- 1989 - Ezekiel Ansah, giocatore di football americano ghanese
- 1989 - Diego Barisone, calciatore argentino († 2015)
- 1989 - Martín Campaña, calciatore uruguaiano
- 1989 - B.J. Cunningham, giocatore di football americano statunitense
- 1989 - Ágnel Flores, calciatore venezuelano
- 1989 - Matteo Furlan, nuotatore italiano
- 1989 - Aura Garrido, attrice spagnola
- 1989 - Quentin Gilbert, pilota di rally francese
- 1989 - Eyþór Ingi Gunnlaugsson, cantante islandese
- 1989 - Riley Keough, modella e attrice statunitense
- 1989 - Eva Lovia, attrice pornografica statunitense
- 1989 - Josée Nahi, calciatrice ivoriana
- 1989 - Nemanja Obradović, calciatore serbo
- 1989 - Marco Portannese, cestista italiano
- 1989 - Noora Räty, hockeista su ghiaccio finlandese
- 1989 - Brandon Mychal Smith, attore e cantante statunitense
- 1989 - Luciano Taccone, triatleta argentino
- 1989 - Tamás Tóth, triatleta ungherese
- 1989 - Brian Hämäläinen, calciatore danese
- 1989 - Petros Matheus dos Santos Araújo, calciatore brasiliano
- 1990 - Stéphane Badji, calciatore senegalese
- 1990 - Kevin Beugré, calciatore ivoriano
- 1990 - Demitrius Conger, cestista statunitense
- 1990 - Mariana Díaz Leal Arrillaga, calciatrice messicana
- 1990 - Antony Golec, ex calciatore australiano
- 1990 - Ladarius Green, giocatore di football americano statunitense
- 1990 - Ramil Guliyev, velocista azero
- 1990 - Michal Holý, giocatore di calcio a 5 ceco
- 1990 - Bence Iszlai, calciatore ungherese
- 1990 - Daniel Joe, calciatore papuano
- 1990 - Gabriel Leyes, calciatore uruguaiano
- 1990 - Nicolai Lorenzoni, calciatore svizzero
- 1990 - José Madueña, calciatore messicano
- 1990 - Hamza Nagga, pallavolista tunisino
- 1990 - Thibaut Pinot, ex ciclista su strada francese
- 1990 - Mário Sérgio Santos Costa, calciatore brasiliano
- 1990 - Oliver Sorg, allenatore di calcio e ex calciatore tedesco
- 1990 - Sherida Spitse, calciatrice olandese
- 1990 - Björn Daníel Sverrisson, calciatore islandese
- 1990 - Trey Thompkins, cestista statunitense
- 1990 - Sébastien Wüthrich, ex calciatore svizzero
- 1991 - Layes Abdullayeva, mezzofondista e siepista etiope
- 1991 - Arijan Ademi, calciatore croato
- 1991 - Kristen Alderson, attrice statunitense
- 1991 - Kim de Baat, ex ciclista su strada olandese
- 1991 - Dominika Baburová, ex cestista slovacca
- 1991 - Luca Braidot, mountain biker e ciclocrossista italiano
- 1991 - Justin Britt, giocatore di football americano statunitense
- 1991 - Jesse Camacho, attore e doppiatore canadese
- 1991 - Brecht Dejaegere, calciatore belga
- 1991 - Amer Dupovac, ex calciatore bosniaco
- 1991 - Oskar Eriksson, giocatore di curling svedese
- 1991 - Andrea Fedi, ex ciclista su strada italiano
- 1991 - Garrett Grayson, giocatore di football americano statunitense
- 1991 - Sergi Guardiola, calciatore spagnolo
- 1991 - Alena Hanušová, cestista ceca
- 1991 - Saori Hayami, doppiatrice e cantante giapponese
- 1991 - Matoma, disc jockey e produttore discografico norvegese
- 1991 - Andrea Malagoli, hockeista su pista italiano
- 1991 - Steven Matz, giocatore di baseball statunitense
- 1991 - Yaimé Pérez, discobola cubana
- 1991 - Casey Prather, cestista statunitense
- 1991 - Iván Salgado López, scacchista spagnolo
- 1991 - Robin Simović, calciatore svedese
- 1991 - Tan Zhongyi, scacchista cinese
- 1991 - Zak Zodiac, wrestler britannico
- 1991 - Erhun Öztümer, calciatore inglese
- 1992 - Melsahn Basabe, cestista statunitense
- 1992 - Olivia Delcán, attrice e scrittrice spagnola
- 1992 - Biagio Iacovelli, attore e scrittore italiano
- 1992 - Nik'a K'vek'vesk'iri, calciatore georgiano
- 1992 - Liridon Krasniqi, calciatore kosovaro
- 1992 - Erica Lindbeck, doppiatrice statunitense
- 1992 - Hammy McMillan Jr., giocatore di curling britannico
- 1992 - Han Groo, attrice sudcoreana
- 1992 - Freddy Mveng, calciatore camerunese
- 1992 - Giovanna Pertile, cestista italiana
- 1992 - Christian Stucki, ex hockeista su ghiaccio svizzero
- 1992 - Gregg Sulkin, attore britannico
- 1992 - Francesca Tagini, calciatrice italiana
- 1992 - Matea Tavić, cestista bosniaca
- 1992 - Alessandro Tonelli, ciclista su strada italiano
- 1992 - Isaiah Williams, cestista statunitense
- 1993 - Nemanja Bezbradica, cestista serbo
- 1993 - Richard Carapaz, ciclista su strada ecuadoriano
- 1993 - Jana Čepelová, ex tennista slovacca
- 1993 - Lorenzo Gardella, pallanuotista italiano
- 1993 - B.J. Goodson, ex giocatore di football americano statunitense
- 1993 - Hjörvar Steinn Grétarsson, scacchista islandese
- 1993 - Martina Menegoni, calciatrice italiana
- 1993 - Maika Monroe, attrice statunitense
- 1993 - Felix Nieder, modello e scrittore tedesco
- 1993 - Ethan Pinnock, calciatore giamaicano
- 1993 - Thomas Weber, calciatore austriaco
- 1993 - Connor Wood, ex cestista canadese
- 1993 - Paulo Victor de Menezes Melo, calciatore brasiliano
- 1994 - Kennedy Bryan, pallavolista statunitense
- 1994 - Dan Feeney, giocatore di football americano statunitense
- 1994 - Christian Harrison, tennista statunitense
- 1994 - Jeon Hun-young, arciera sudcoreana
- 1994 - Amur Kalmykov, calciatore russo
- 1994 - Mailson Lima, calciatore olandese
- 1994 - Lorelei Linklater, attrice statunitense
- 1994 - Marcelo Machado dos Santos, calciatore brasiliano
- 1994 - Aurélien Ngeyitala, calciatore francese
- 1994 - Iryna Romoldanova, taekwondoka ucraina
- 1994 - Tom Schwarz, pugile tedesco
- 1994 - Johanna Skottheim, biatleta svedese
- 1994 - Dejan Todorović, cestista bosniaco
- 1994 - Oliver Wynne-Griffith, canottiere britannico
- 1994 - Dmitrij Živogljadov, calciatore russo
- 1995 - Rajbek Bisultanov, lottatore danese
- 1995 - Dženan Bureković, calciatore bosniaco
- 1995 - Larry Bwalya, calciatore zambiano
- 1995 - Dmitrij Danilenko, schermidore russo
- 1995 - José Escalante, ex calciatore honduregno
- 1995 - Craig Halkett, calciatore scozzese
- 1995 - Ghoutia Karchouni, calciatrice algerina
- 1995 - Kim Si-on, cestista sudcoreana
- 1995 - Brice Loubet, pentatleta francese
- 1995 - Lautaro Palacios, calciatore argentino
- 1995 - Nicolas Pépé, calciatore ivoriano
- 1995 - Lewis Sullivan, cestista statunitense
- 1995 - Ruan Gregório Teixeira, calciatore brasiliano
- 1995 - Kelebek, cantante australiana
- 1995 - Tai Webster, cestista neozelandese
- 1996 - Mohanad Lasheen, calciatore egiziano
- 1996 - Alex Bachman, giocatore di football americano statunitense
- 1996 - Maggie Barrie, velocista sierraleonese
- 1996 - George Byers, calciatore inglese
- 1996 - Julien Dacosta, calciatore francese
- 1996 - Ian Escobar, calciatore argentino
- 1996 - Halvor Egner Granerud, saltatore con gli sci norvegese
- 1996 - Niclas Grönholm, pilota automobilistico finlandese
- 1996 - Steven Haney, cestista statunitense
- 1996 - Emese Hof, cestista olandese
- 1996 - Lim Hyo-jun, pattinatore di short track sudcoreano
- 1996 - Stanley Johnson, cestista statunitense
- 1996 - R. F. Kuang, scrittrice cinese
- 1996 - Igor' Obuchov, calciatore russo
- 1996 - André Filipe Magalhães Ribeiro Ferreira, calciatore portoghese
- 1996 - India Sherret, sciatrice freestyle canadese
- 1997 - Sandy Dujardin, ciclista su strada e ciclocrossista francese
- 1997 - Thato Kebue, calciatore botswano
- 1997 - Jan Kokla, ex calciatore estone
- 1997 - Alejandro Mayorga, calciatore messicano
- 1997 - Stefan Nikolić, cestista serbo
- 1997 - Night Lovell, rapper canadese
- 1997 - Olaf Roggensack, canottiere tedesco
- 1997 - Toshiya Saitō, schermidore giapponese
- 1997 - Symone Speech, pallavolista statunitense
- 1997 - Frank Sturing, calciatore olandese
- 1997 - Mateo Nicolás Suárez, calciatore uruguaiano
- 1997 - Uoto, fumettista giapponese
- 1997 - Jonas Wagner, altista tedesco
- 1998 - Matilda Algotsson, pattinatrice artistica su ghiaccio svedese
- 1998 - Achmed Alibekov, calciatore ucraino
- 1998 - Clément Champoussin, ciclista su strada francese
- 1998 - Rodi Ferreira, calciatore paraguaiano
- 1998 - Markelle Fultz, cestista statunitense
- 1998 - Lucía Gil, cantante e attrice spagnola
- 1998 - Arnel Jakupovic, calciatore austriaco
- 1998 - Lee Duck-hee, tennista sudcoreano
- 1998 - Luka Lochoshvili, calciatore georgiano
- 1998 - Sasha Marcich, calciatore argentino
- 1998 - Andreea Munteanu, ginnasta rumena
- 1998 - Felix Passlack, calciatore tedesco
- 1998 - Austin Reaves, cestista statunitense
- 1998 - Eveliina Summanen, calciatrice finlandese
- 1998 - Kento Tachibanada, calciatore giapponese
- 1998 - Hetty van de Wouw, pistard olandese
- 1999 - Derrick Barnes, giocatore di football americano statunitense
- 1999 - Mohamed Kamara, giocatore di football americano statunitense
- 1999 - David Kopacz, calciatore tedesco
- 1999 - Vitalij Mykolenko, calciatore ucraino
- 1999 - Park Ji-hoon, cantante e attore sudcoreano
- 1999 - Nadia Simeoli, judoka italiana
- 1999 - Miha Škedelj, cestista sloveno
- 2000 - Jefferson Arce, calciatore ecuadoriano
- 2000 - Christopher Bailey, velocista statunitense
- 2000 - Percy Butler, giocatore di football americano statunitense
- 2000 - Leon Klassen, calciatore tedesco
- 2000 - Li Yuan, cestista cinese
- 2000 - Né Lopes, calciatore portoghese
- 2000 - Attila Mocsi, calciatore ungherese
- 2000 - Luke Moncada, hockeista su ghiaccio canadese
- 2000 - Matija Orbanić, calciatore croato
- 2000 - Jurica Pršir, calciatore croato
- 2000 - Lucão, calciatore brasiliano
- 2000 - Yuan Sijun, giocatore di snooker cinese

## XXI secolo(28)
- 2001 - Maryna Aleksiïva, nuotatrice artistica ucraina
- 2001 - Vladyslava Aleksiïva, nuotatrice artistica ucraina
- 2001 - Itay Buganim, calciatore israeliano
- 2001 - Julie Dufour, calciatrice francese
- 2001 - Pau Echaniz, canoista spagnolo
- 2001 - Anouar El Azzouzi, calciatore marocchino
- 2001 - Oussama El Azzouzi, calciatore olandese
- 2001 - Xojimat Erkinov, calciatore uzbeko
- 2001 - Diego Lenzi, pugile italiano
- 2001 - Puka Nacua, giocatore di football americano statunitense
- 2001 - Joshué Quiñónez, calciatore ecuadoriano
- 2001 - Anthony Rouault, calciatore francese
- 2001 - Artem Suchanov, calciatore russo
- 2001 - Nicolle Torrens, nuotatrice artistica portoricana
- 2002 - Israel Olatunde, velocista irlandese
- 2002 - Andrij Pylypčuk, combinatista nordico ucraino
- 2002 - Rocco Reitz, calciatore tedesco
- 2002 - Julia Riera, tennista argentina
- 2002 - Paul Skenes, giocatore di baseball statunitense
- 2002 - Kajetan Szmyt, calciatore polacco
- 2002 - Felipe Andrade, calciatore brasiliano
- 2003 - Quentin Rakotomalala, nuotatore artistico francese
- 2003 - Artem Smoljakov, calciatore ucraino
- 2003 - Samuel Velásquez, calciatore colombiano
- 2005 - Francisco Chissumba, calciatore portoghese
- 2005 - Nino Marcelli, calciatore slovacco
- 2006 - Dommaraju Gukesh, scacchista indiano
- 2007 - Isabel Shuang Cui, nuotatrice artistica spagnola